# 파리스 뭄바냐
파리스 페미 뭄바냐(프랑스어: Faris Pemi Moumbagna, 2000년 7월 1일 ~ )는 카메룬의 축구 선수이다. 그의 포지션은 공격수로, 현재 프랑스 리그 1의 마르세유에서 활약하고 있다.

## 클럽 경력

### 베슬리헴 스틸
플로리다에 위치한 몬트버디 아카데미에서 경력을 시작한 뭄바냐는 2018년 7월 16일, 유나이티드 사커 리그의 베슬리헴 스틸과 계약을 맺고 입단했다. 뭄바냐는 2019 시즌 동안 11골을 넣으며 세쿠 코네가 보유한 팀 단일 시즌 최다 득점 기록 (10골)을 경신하며 스틸 FC의 골잡이로 자리매김했다.
2019 시즌이 끝난 후, 베슬리헴 스틸은 뭄바냐와의 계약이 만료되어 구단을 떠나 자유계약 선수가 될 것이라고 발표했다. 그는 스틸 FC 소속으로 40경기에 출전하여 14골을 넣었다.

### 크리스티안순
2020년 5월, 뭄바냐는 노르웨이 축구 최상위 리그인 엘리테세리엔에 참가하는 크리스티안순 BK와 3년 계약을 맺고 입단했다. 6월 21일, 그는 7-2로 이긴 올레순 FK와의 리그 경기에서 후반전에 손드레 쇨리와 교체 투입되어 크리스티안순 소속으로 데뷔전을 치렀다. 공교롭게도 그의 데뷔골은 올레순을 상대로 터졌다. 2-1로 이긴 리그 원정 경기에서, 뭄바냐는 리리돈 칼루드라의 크로스를 헤딩으로 연결해 동점골이자 데뷔골을 넣었고, 칼루드라는 결승골을 넣었다. 뭄바냐는 크리스티안순 BK 소속으로 2020 시즌 24경기에 출전해 4골을 기록했다.

### 쇠네르위스케
2021년 8월 26일, 그는 쇠네르위스케로 임대 이적했다. 9월 23일, 뭄바냐는 4-3으로 이긴 B 1913과의 덴마크컵 3라운드 원정 경기에서 쇠네르위스케 소속으로 데뷔전을 치렀고, 데뷔골을 넣었다. 4일 후, 그는 1-0으로 패한 AGF와의 경기에서 82분에 에밀 코른비그와 교체 투입되어 리그 데뷔전을 치렀다.

### 보되/글림트
2023년 1월 12일, 뭄바냐는 보되/글림트와 4년 계약을 맺고 이적했다.

### 마르세유
2024년 1월 20일, 뭄바냐는 언론 보도에 따르면 €8M의 이적료에 리그 1의 마르세유와 4년 6개월 계약을 맺고 이적했다.

## 국가대표팀 경력
2023년 11월 17일, 뭄바냐는 모리셔스와의 2026년 FIFA 월드컵 예선 경기에서 70분을 소화하며 카메룬 축구 국가대표팀 데뷔전을 치렀다.
2023년 12월 28일, 그는 리고베르 송 감독이 발탁한 2023년 아프리카 네이션스컵에 참가한 카메룬 국가대표팀 27명의 명단에 이름을 올렸다.

## 수상 내역
보되/글림트
- 엘리테세리엔: 2023